# Enéade
Uma enéade era na mitologia egípcia um agrupamento de nove divindades, geralmente ligadas entre si por laços familiares. A palavra enéade é de origem grega; em egípcio usa-se a palavra Pesedjete. 
Conhecem-se várias enéades, sendo a mais importante a da cidade de Heliópolis, cidade do Baixo Egito. 
De acordo com o mito elaborado pelos sacerdotes da cidade, no princípio existia apenas as águas de Nun, das quais emergiu a colina primordial. Nesta colina encontrava-se um deus que se tinha gerado a si próprio, Atum. Através do sémen produzido pelo acto de masturbação do deus, nasceram outras divindades, Chu (o ar) e Téfnis (a umidade). Esta casal procriara e dele surgem Geb (a terra) e Nut (o céu). Estes últimos geram quatro filhos: Osíris, Ísis, Seti e Néftis. Completando, assim, os nove principais deuses da mitologia egípcia.
Embora pareça estranho, nem todas as enéades egípcias eram constituídas por nove deuses. Por exemplo, a Enéade de Abidos era composta por sete deuses e a de Tebas por quinze. A razão para tal encontra-se na perda do sentido etimológico inicial de enéade como um grupo de nove deuses; o conceito passou a ser um mero agrupamento de divindades.
Existiu igualmente uma "Pequena Enéade de Heliópolis" composta pelos deuses Tote, Anúbis, Maat e Quenúbis.